# 전주 임씨
전주 임씨(全州 林氏)는 전북특별자치도 전주시를 본관으로 하는 한국의 성씨이다.

## 역사
《조선씨족통보(朝鮮氏族統譜)》에는 전주 임씨의 시조를 알 수 없다고 한다.
《증보문헌비고(增補文獻備考)》에서는 1693년(숙종 19) 문과(文科)에 급제하여 성균관전적(成均館典籍)을 지낸 임여순(林汝恂)이 중조(中祖)라 하였다. 『국조문과방목(國朝文科榜目)』에는 임여순의 본관이 옥야(沃野 : 전북특별자치도 익산)로 되어 있다.
또 다른 전주 임씨로는 조양 임씨(兆陽林氏) 임세미(林世味)의 손자 임실을 파조(派祖)로 하는 전주 임씨가 있다. 《계해보(癸亥譜)》에 따르면 임실은 진사(進士)가 된 뒤 함경도 홍원군(洪原郡) 신익면(新翼面)에 입향하여 전주 임씨(全州林氏)의 파조(派祖)가 되었다고 한다.
또 다른 계통은 전주백(全州伯) 임덕운(林德雲)을 중시조로 하는 임영봉(林迎奉)의 후손이다. 그가 평안도 구성(龜城)에 퇴거를 함으로써 파(派)를 이루어왔다고 《병자보(丙子譜)》 서문에 쓰여 있다.
전주 임씨는 조선시대 문과 급제자 3명, 무과 급제자 17명, 생원·진사 9명을 배출하였다.

## 인물
- 임상옥(林尙沃, 1779년 ~ 1855년): 조선 후기 무역 상인.
- 임원식(林元植, 1919년 ~ 2002년): 경희대학교 음대 교수, KBS 교향악단 명예지휘자.
- 임삼(林森, 1923년 ~ 2005년): 제9대 국회의원.
- 임영웅(林英雄, 1936년 ~ ): 극단 산울림 대표.

## 인구
- 1985년 680가구 2,825명
- 2000년 1,328가구 4,273명